# 112 (tal)
112 är det naturliga talet som följer 111 och som följs av 113.
- Hexadecimala talsystemet: 70
- Binärt: 1110000
- Delbarhet: 2, 4, 7, 8, 14, 16, 28 och 56
- Primfaktorisering: 24 och 7

## Inom matematiken
- 112 är ett jämnt tal.
- 112 är ett ymnigt tal
- 112 är ett heptagontal
- 112 är ett ikosagontal
- 112 är ett Harshadtal
- 112 är ett Praktiskt tal.
- 112 är ett palindromtal i det ternära talsystemet.
- 112 är summan av sex konsekutiva primtal: {\displaystyle 11+13+17+19+23+29}.

## Inom vetenskapen
- Atomnumret för copernicium
- 112 Iphigenia, en asteroid.
- STS-112 var en flygning i USA:s rymdfärjeprogram.
- Halon 112, namn på Fluordiklormetan.
- Antalet pund i en brittisk hundredweight.

## Inom kultur
- 112 Aina, en fiktiv dokumentär- och humorserie på TV6.
- 112 – på liv och död är en svensk dokumentärserie.
- 112 – poliser är en svensk dokumentärserie där man får följa polisens arbete.
- 112 – luftens hjältar var en programserie som sändes i TV4 Plus under våren 2011.

## Inom geografi
- Länsväg 112 som går från Åstorp till Höganäs i Skåne län.

## Inom religion
- Al-Ikhlāṣ (Den rena tron) är den etthundratolfte suran i Koranen.

## Inom telefoni
- 112 används som nödnummer inom EU.